# Нада Макеларска
Нада Дивлева, по мъж Макеларска (на македонска литературна норма: Нада Макеларска), е народна певица от Македонската фолклорна област.

## Биография
Родена е около 1946 година в Скопие, тогава във Федеративна народна република Югославия, днес в Северна Македония. Занимава се с пеене и има мелодичен и характерен глас. Започва музикалната си кариера в операта към Македонския народен театър. Записва над 150 песни за Радио Скопие, като част от тях са солови изпълнения, а голяма част са в сътрудничество с други известни певци, сред които Александър Сариевски, Добри Ставревски, Мария Луковска, Грозданка Данаилова и други. Над 25 години Нада Макеларска е сред най-известните народни певици на Радио Скопие.